# Marius Ionescu
Marius Ionescu (n. 18 decembrie 1984, Craiova, România) este un alergător pe distanțe lungi din România, care s-a specializat la proba de maraton. A reprezentat România la Jocurile Olimpice de vară din 2012 și 2016.

## Carieră
Marius Ionescu s-a apucat de atletism la vârsta de 11 ani. A absolvit liceul cu program sportiv „Petrache Trișcu” din Craiova, unde a fost în aceeași clasă cu scrimerele Ana Maria Brânză și Loredana Dinu.
A alergat initial la crosuri în probele de 1500 m, 3000 m, 5000 m, 10000 m și semimaraton. Prima competiție de maraton la care a participat a fost maratonul de la Rotterdam din 2011, unde a reușit să îndeplinească baremul pentru Mondialele de la Daegu (27 august - 4 septembrie) și pentru Jocurile Olimpice de vară din 2012 de la Londra, cu timpul de 2:16:10. A fost primul maratonist român care a participat la proba de maraton masculin din cadrul unei olimpiade după 48 ani: ultima participare a fost la Tokyo 1964, prin Constantin Grecescu, care a încheiat pe locul 36 cu 2:30:43. La Londra Ionescu s-a clasat pe locul 26 cu timpul de 2:16:28.
În 2015 a devenit primul român calificat la Jocurile Olimpice din 2016 de la Rio de Janeiro după ce a câștigat maratonul de la Düsseldorf cu timpul de 2:13:19, stabilind un nou record personal.

## Palmares
| An   | Competiție                                       | Locație                     | Loc | Eveniment   | Note     |
| ---- | ------------------------------------------------ | --------------------------- | --- | ----------- | -------- |
| 2003 | Campionatul European de Juniori (sub 20)         | Tampere, Finlanda           | 2   | 5000 m      | 14:16,12 |
| 2003 | Campionatul European de Juniori (sub 20)         | Tampere, Finlanda           | 1   | 10 000 m    | 29:40,41 |
| 2003 | Campionatul European de Cros de Juniori (sub 20) | Edinburgh, Marea Britanie   | 5   | 6,595 km    | 21:04    |
| 2003 | Campionatul European de Cros de Juniori (sub 20) | Edinburgh, Marea Britanie   | 2   | echipe      | 21:04    |
| 2004 | Campionatul European de Cros de Juniori (sub 20) | Heringsdorf, Germania       | 39  | 9,64 km     | 28:57    |
| 2004 | Campionatul European de Cros de Juniori (sub 20) | Heringsdorf, Germania       | 10  | echipe      | 28:57    |
| 2005 | Campionatul European de Tineret (sub 23)         | Erfurt, Germania            | 4   | 5000 m      | 14:15,42 |
| 2005 | Campionatul European de Tineret (sub 23)         | Erfurt, Germania            | 3   | 10 000m     | 29:34,52 |
| 2005 | Universiada                                      | Izmir, Turcia               | 18  | 10 000 m    | 31:08,11 |
| 2007 | Campionatul European în sală                     | Birmingham, Marea Britanie  | 16  | 3000 m      | 8:06,02  |
| 2007 | Universiada                                      | Bangkok, Thailanda          | 16  | 5000 m      | 14:40,19 |
| 2010 | Semimaraton Venloop                              | Venlo, Olanda               | 3   | Semimaraton | 1:03:20  |
| 2011 | Maratonul Rotterdam                              | Rotterdam, Olanda           | 14  | Maraton     | 2:16:11  |
| 2011 | Campionatul Mondial                              | Daegu, Coreea de Sud        | 13  | Maraton     | 2:15:32  |
| 2012 | Jocurile Olimpice                                | Londra, Marea Britanie      | 26  | Maraton     | 2:16:28  |
| 2012 | Maratonul EurAsia                                | Istanbul, Turcia            | 7   | Maraton     | 2:24:25  |
| 2013 | Maratonul Haspa                                  | Hamburg, Germania           | 5   | Maraton     | 2:13:33  |
| 2013 | Bupa Great Manchester Run                        | Manchester, Marea Britanie  | 12  | 10 km șosea | 0:29:59  |
| 2013 | Campionatul Mondial                              | Moscova, Rusia              | 26  | Maraton     | 2:18:31  |
| 2013 | Maratonul Chester                                | Chester, Marea Britanie     | 1   | Maraton     | 2:21:42  |
| 2013 | Semimaratonul Bridlington                        | Bridlington, Marea Britanie | 1   | Semimaraton | 1:10:01  |
| 2014 | Bupa Great North Run 10k                         | Newcastle, Marea Britanie   | 3   | 10 km șosea | 0:29:52  |
| 2014 | van Alphen 20k                                   | Alphen, Olanda              | 4   | 20 km șosea | 1:03:29  |
| 2014 | Maratonul Chester                                | Chester, Marea Britanie     | 1   | Maraton     | 2:21:25  |
| 2015 | van Alphen 20k                                   | Alphen, Olanda              | 1   | 20 km șosea | 1:01:27  |
| 2015 | Maratonul Metrogrup                              | Düsseldorf, Germania        | 1   | Maraton     | 2:13:19  |
| 2016 | van Alphen 20k                                   | Alphen, Olanda              | 1   | 20 km șosea | 1:01:10  |
| 2016 | Maratonul Metrogrup                              | Düsseldorf, Germania        | 2   | Maraton     | 2:13:00  |
| 2016 | Campionatul European                             | Amsterdam, Olanda           | 25  | Semiaraton  | 1:05:21  |
| 2016 | Jocurile Olimpice                                | Rio de Janeiro, Brazilia    | 37  | Maraton     | 2:17:27  |

## Recorduri personale
| Probă           | Rezultat | Loc                        | Dată              |
| --------------- | -------- | -------------------------- | ----------------- |
| 1500m           | 3:45,66  | București, România         | 10 iunie 2006     |
| 1500m în sală   | 3:53,99  | București, România         | 10 februarie 2007 |
| 3000m           | 8:00,86  | București, România         | 30 mai 2004       |
| 3000m în sală   | 8:06,02  | Birmingham, Marea Britanie | 2 martie 2007     |
| 5000m           | 13:54,21 | Budapesta, Ungaria         | 19 iunie 2010     |
| 10.000m         | 28:54,83 | Birmingham, Marea Britanie | 25 iunie 2010     |
| 3000m obstacole | 9:00,88  | București, România         | 8 august 2004     |
| 10 km șosea     | 29:51    | Newcastle, Marea Britanie  | 13 iulie 2014     |
| 15 km șosea     | 45:53    | Nijmegen, Olanda           | 16 noiembrie 2008 |
| 10 mile șosea   | 49:21    | Portsmouth, Marea Britanie | 30 octombrie 2011 |
| 20 km șosea     | 1:01:10  | Alphen, Olanda             | 6 martie 2016     |
| Semimaraton     | 1:03:20  | Venlo, Olanda              | 21 martie 2010    |
| Maraton         | 2:13:00  | Düsseldorf, Germania       | 24 aprilie 2016   |

## Legaturi externe
- Materiale media legate de Marius Ionescu la Wikimedia Commons
- http://mariusionescu.ro/ Arhivat în 1 august 2014, la Wayback Machine., site-ul personal lui Ionescu
- Marius Ionescu la Comitetul Olimpic și Sportiv Român (arhivat)
- en Marius Ionescu la Olympedia.org
- en Marius Ionescu la World Athletics
- en  Marius Ionescu la athleticspodium.com